# Jean Valmont
Pour les articles homonymes, voir Valmont.
Jean René Louis Pichaud dit Jean Valmont est un acteur français né le 30 octobre 1936 à Paris et mort le 13 février 2014 à Asnières-sur-Seine,,.

## Filmographie

### Acteur
- 1964 : Faites sauter la banque de Jean Girault : Philippe Brécy, le stagiaire de la banque, amoureux d'Isabelle
- 1964 : La Baie du désir de Max Pécas
- 1964 : Cover-girls (Cover girls: Ragazze di tutti) de José Bénazéraf
- 1965 : Les Copains d'Yves Robert
- 1965 : Journal d'une femme en blanc de Claude Autant-Lara
- 1965 : Ich suche einen Mann d'Alfred Weidenmann
- 1966 : Nouveau journal d'une femme en blanc de Claude Autant-Lara
- 1966 : Paris brûle-t-il ? de René Clément
- 1967 : Deux Corniauds en folie (I barbieri di Sicilia), un film italien de Marcello Ciorciolini
- 1967 : L'Or de Londres (L'oro di Londra) de Guglielmo Morandi
- 1968 : La Furie des sexes (Un corpo caldo per l'inferno) de  Franco Montemurro
- 1968 : Bouches cousues (Bocche cucite) de Pino Tosini
- 1968 : Un drôle de colonel de Jean Girault
- 1969 : Juliette de Sade (Mademoiselle de Sade e i suoi vizi) de Warren Kiefer
- 1969 : L'Assaut des jeunes loups (Hornet's nest) de Phil Karlson
- 1971 : Une aventure de Billy le Kid de Luc Moullet
- 1971 : Les vieux loups bénissent la mort de Pierre Kalfon
- 1972 : Sex-shop de Claude Berri
- 1972 : Le Feu aux lèvres de Pierre Kalfon
- 1974 : Les Quatre Charlots mousquetaires d'André Hunebelle : d'Artagnan
- 1974 : Les Charlots en folie : À nous quatre Cardinal ! d'André Hunebelle : d'Artagnan
- 1974 : Pourvu qu'on ait l'ivresse de Rinaldo Bassi
- 1975 : La Brigade de René Gilson
- 1975 : Mort d'un guide de Jacques Ertaud
- 1976 : Le village englouti de Louis Grospierre
- 1976 : I prosseneti de Brunello Rondi
- 1978 : Le Temps des vacances de Claude Vital
- 1978 : Ali au pays des mirages d'Ahmed Rachedi
- 1981 : La Provinciale de Claude Goretta
- 1982 : Médecins de nuit de Gérard Clément, épisode : Le Groupe rock (série télévisée)
- 1981 : Madame Claude 2 de François Minet
- 1981 : Chanel solitaire (Coco Chanel) de George Kaczender
- 1989 : À deux minutes près d'Éric Le Hung
- 1992 : Queue de poisson de Daniel Mulson (court-métrage)
- 1992 : Sweet garden de Tanguy Dairaine (court-métrage)
- 1999 : Mack Sennett, roi du comique de Jean Chabot

### Doublage

#### Cinéma

##### Films
- 1973 : La Planète sauvage de René Laloux
- 1980 : Les Maîtres du temps de René Laloux

### Réalisateur et scénariste
- 1974 : L'Amante végétale (court-métrage)
- Épervier 24